# Cá ngân Nhật Bản răng nhỏ
Cá ngân Nhật Bản răng nhỏ, tên khoa học Salangichthys microdon, là một loài cá ngân tìm thấy ở Nhật Bản, Hàn Quốc và Siberia. Với việc loại bỏ gần đây của S. ishikawae tới chi Neosalangichthys loài này là thành viên duy nhất còn lại của chi Salangichthys. Loài này phát triển đến chiều dài 10,0 cm (3,9 in).
S. microdon có thể hiển thị cả cuộc sống di cư (bơi ngược sông để đẻ) và không di cư.